# Claude Gensac
Claude Jeanne Malca Gensac, född 1 mars 1927 i Acy-en-Multien, Île-de-France, död 1 mars 2016 i Suresnes, Hauts-de-France, var en fransk skådespelerska.

## Roller i urval
- 1953 – Oss skojare emellan
- 1967 – Den stora semestern
- 1967 – Saken är Oscar
- 1968 – Moralens väktare gifter sig
- 1970 – Kalabalik på Rivieran
- 1971 – Liket i lusthuset
- 1976 – En fluga i soppan
- 1977 – Min vilda syster
- 1980 – Den girige
- 1982 – Never Play Clever Again
- 2010 – 22 Bullets
- 2015 – Lulu femme nue